# Бетті Рен Райт
 Бетті Рен Райт (англ. Betty Ren Wright) — американська дитяча письменниця в жанрі фантастики, пригод і містики. Найбільшу популярність їй принесла її третя книга "Вбивства в ляльковому будиночку" (The Doollhouse Murders), яка по дитячому голосування отримала дев'ять державних винагород і в 1992 році була екранізована. Другим популярним твором Бетті Рен є "Привид Христини", яке отримало сім державних винагород.
Перший письменницький досвід відбувся у вісім років, коли вона написала у своєму блокноті невелику поему. Їй так сподобалося, що вона вже ніколи не припиняла писати. Початкову і середню школи вона отримала в Мілвокі і там же закінчила коледж. Незабаром після отримання освіти був виданий її перший містичний розповідь для дітей, а через кілька років вийшла її перша ілюстрована книга. Багато років Бетті Рен працювала редактором дитячих книг, а письменством займалася у вільний час. Вона жила в Расине в штаті Вісконсин разом зі своїм чоловіком, художником Джорджем Фредериксеном, за якого вона вийшла в 1976 році. У 2006 році Бетті Рен була названа Вісконсинською Асоціацією Бібліотек кращим дитячим автором штату.

## Список книг
- „Getting Rid of Marjorie“(1981)
- „The Secret Window“ (1982)
- „The Dollhouse Murders“ (1983)
- „Ghosts Beneath Our Feet“ (1984)
- „Christina's Ghost“ aka „The Ghosts in the Attic“ (1985)
- „The Summer of Mrs. MacGregor“ (1986)
- „A Ghost in the Window“ (1987)
- The Pike River Phantom (1988)
- Rosie and the Dance of the Dinosaurs (1989)
- The Ghost of Ernie P. (1990)
- The Midnight Mystery (1991)
- The Scariest Night (1991)
- A Ghost in the House (1991)
- The Ghost of Popcorn Hill (1993)
- The Ghosts of Mercy Manor (1993)
- The Ghost Witch (1993)
- The Ghost Comes Calling (1994)
- Out of the Dark (1994)
- Nothing But Trouble (1995)
- Haunted Summer (1996)
- Getting Rid of Katherine (1996)
- Too Many Secrets (1997)
- The Ghost in Room 11 (1997)
- A Ghost in the Family (1998)
- The Phantom of Five Chimneys (1998)
- The Moonlight Man (1999)
- The Wish Master (2000)
- Crandall's Castle (2003)
- Princess for a Week (2006)